# Neufmoutiers-en-Brie
Neufmoutiers-en-Brie és un municipi francès, situat al departament de Sena i Marne i a la regió de Illa de França. L'any 2007 tenia 992 habitants.
Forma part del cantó de Fontenay-Trésigny, del districte de Provins i de la Comunitat de comunes de Val Briard.

## Demografia

### Població
El 2007 la població de fet de Neufmoutiers-en-Brie era de 992 persones. Hi havia 345 famílies, de les quals 78 eren unipersonals (39 homes vivint sols i 39 dones vivint soles), 67 parelles sense fills, 165 parelles amb fills i 35 famílies monoparentals amb fills.
La població ha evolucionat segons el següent gràfic:
Habitants censats

### Habitatges
El 2007 hi havia 381 habitatges, 347 eren l'habitatge principal de la família, 5 eren segones residències i 29 estaven desocupats. 267 eren cases i 104 eren apartaments. Dels 347 habitatges principals, 237 estaven ocupats pels seus propietaris, 97 estaven llogats i ocupats pels llogaters i 13 estaven cedits a títol gratuït; 15 tenien una cambra, 42 en tenien dues, 54 en tenien tres, 72 en tenien quatre i 164 en tenien cinc o més. 297 habitatges disposaven pel capbaix d'una plaça de pàrquing. A 141 habitatges hi havia un automòbil i a 191 n'hi havia dos o més.

### Piràmide de població
La piràmide de població per edats i sexe el 2009 era:
| Homes | Edats   | Dones |
| ----- | ------- | ----- |
| 0     | 95 o +  | 0     |
| 0     | 90 a 94 | 0     |
| 4     | 85 a 89 | 0     |
| 4     | 80 a 84 | 8     |
| 4     | 75 a 79 | 8     |
| 8     | 70 a 74 | 16    |
| 4     | 65 a 69 | 8     |
| 28    | 60 a 64 | 12    |
| 8     | 55 a 59 | 16    |
| 12    | 50 a 54 | 16    |
| 20    | 45 a 49 | 12    |
| 24    | 40 a 44 | 28    |
| 64    | 35 a 39 | 44    |
| 52    | 30 a 34 | 60    |
| 16    | 25 a 29 | 24    |
| 16    | 20 a 24 | 16    |
| 32    | 15 a 19 | 32    |
| 16    | 10 a 14 | 44    |
| 60    | 5 a 9   | 44    |
| 40    | 0 a 4   | 32    |

## Economia
El 2007 la població en edat de treballar era de 688 persones, 543 eren actives i 145 eren inactives. De les 543 persones actives 520 estaven ocupades (264 homes i 256 dones) i 24 estaven aturades (6 homes i 18 dones). De les 145 persones inactives 23 estaven jubilades, 93 estaven estudiant i 29 estaven classificades com a «altres inactius».

### Ingressos
El 2009 a Neufmoutiers-en-Brie hi havia 342 unitats fiscals que integraven 983,5 persones, la mediana anual d'ingressos fiscals per persona era de 22.247 €.

### Activitats econòmiques
Dels 20 establiments que hi havia el 2007, 2 eren d'empreses de fabricació d'altres productes industrials, 3 d'empreses de construcció, 5 d'empreses de comerç i reparació d'automòbils, 1 d'una empresa de transport, 1 d'una empresa d'informació i comunicació, 1 d'una empresa financera i 7 d'empreses de serveis.
Dels 4 establiments de servei als particulars que hi havia el 2009, 1 era un taller de reparació d'automòbils i de material agrícola, 1 paleta, 1 fusteria i 1 empresa de construcció.
L'únic establiment comercial que hi havia el 2009 era una botiga de material esportiu.
L'any 2000 a Neufmoutiers-en-Brie hi havia 8 explotacions agrícoles que ocupaven un total de 265 hectàrees.

## Equipaments sanitaris i escolars
El 2009 hi havia 1 hospital de tractaments de mitja durada (seguiment i rehabilitació) i 1 psiquiàtric.
El 2009 hi havia una escola elemental.
Neufmoutiers-en-Brie disposava d'un centre de formació no universitària superior de formació sanitària.

## Poblacions més properes
El següent diagrama mostra les poblacions més properes.